# Wenceslaskroon
De Wenceslaskroon is de uit de 14e eeuw stammende koningskroon van het koninkrijk Bohemen.

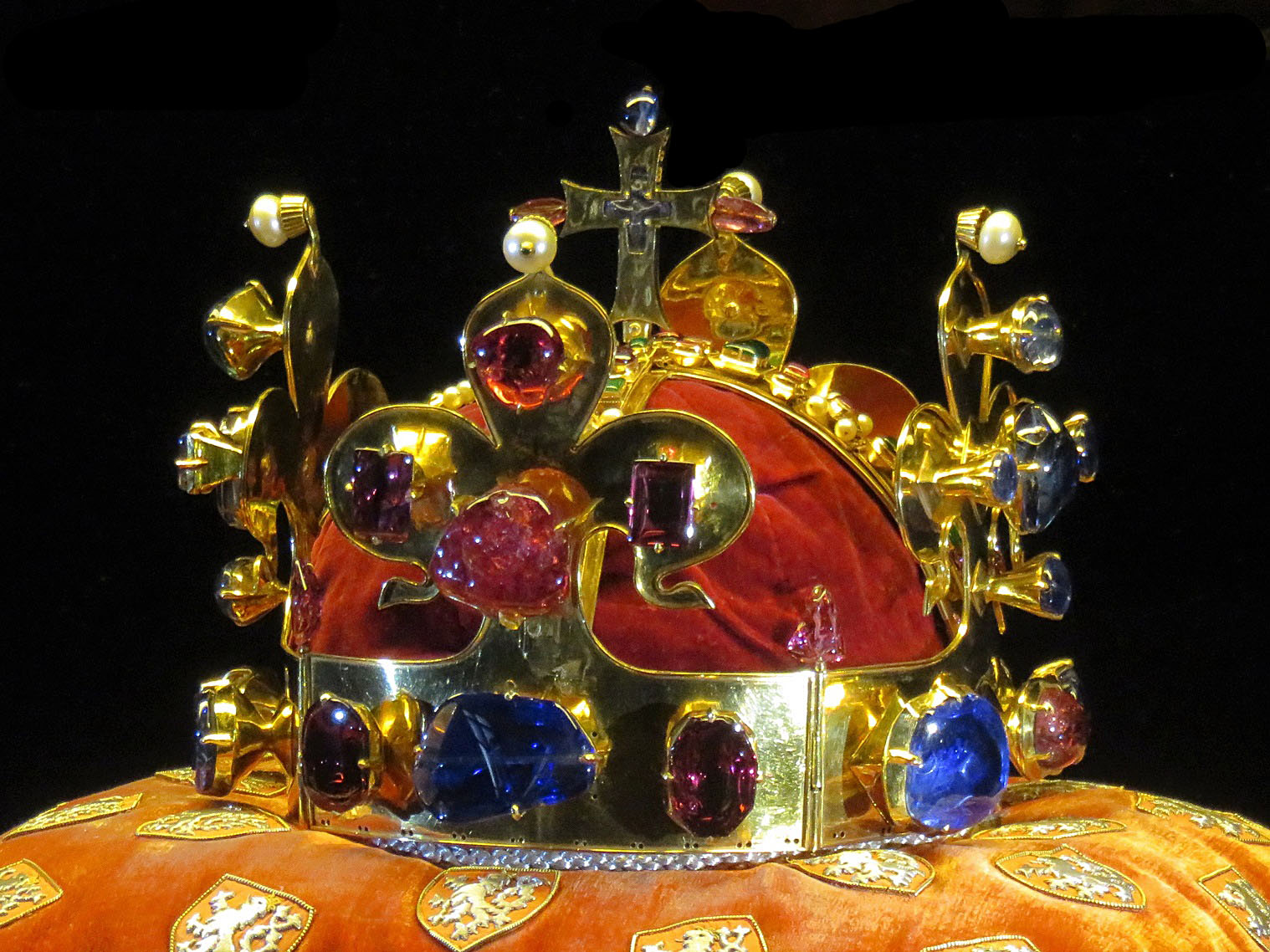
Wenceslaskroon

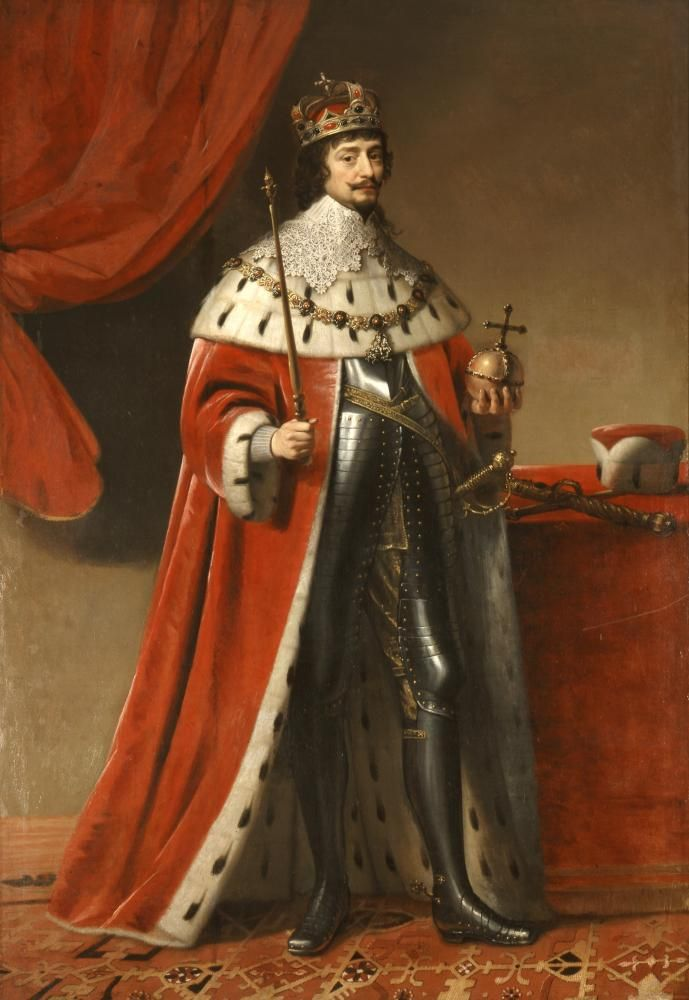
De Winterkoning met de Wenceslaskroon

De overlevering schrijft de kroon toe aan de heilige Wenceslas, een heilig verklaarde koning van Bohemen die van 925 tot 935 regeerde. De neiging om kronen veel ouder te verklaren dan ze in werkelijkheid zijn, en ze in verband te brengen met beroemde, liefst heilig verklaarde voorgangers, bestond ook in andere landen. Ook de keizerskroon van het Heilige Roomse Rijk, de Engelse kroon van Sint-Edward en de Hongaarse heilige Stefanskroon zijn veel minder oud dan hun naam suggereert.
Deze kroon dateert in werkelijkheid uit de regeringsperiode van koning Karel IV van Bohemen en werd in 1347 gesmeed. De kroon weegt 2400 gram. Het goud is van een hoog gehalte en werd op 21 of 22 karaat gekeurd. Zoals in de late middeleeuwen gebruikelijk werd gekozen voor een uitbundig en kleurrijk juweel, versierd met 20 parels, rubeliet aquamarijn, 16 saffieren, 25 smaragden en 25 spinellen die in die tijd met robijnen werden verward. De in de kroon gebruikte smaragden en spinellen zijn afkomstig uit Ceylon. De Europeanen konden voor 1492 niet over de rijke smaragdmijnen van de Nieuwe Wereld beschikken.
Karel IV liet een doorn uit Jezus' doornenkroon als relikwie onder de saffier in het kruis op de top van de kroon plaatsen. Voor deze en andere schatten bouwde hij het Kasteel Karlstein.
De Tsjechische kroon, scepter en rijksappel worden sinds 1791 in de Kroonkamer van de Praagse Burcht bewaard. Ze hebben dus nooit deel uitgemaakt van de verzameling in de Weense wereldlijke schatkamer. De Boheemse regalia mogen, zoals dat al door Karel IV werd besloten, alleen op bijzondere gebeurtenissen aan het publiek worden getoond. In de middeleeuwen bedacht men een bijzondere veiligheidsmaatregel, om de met zeven sloten afgesloten Kroonkamer te openen zijn 7 verschillende sleutels nodig, die tegenwoordig in het bezit zijn van de Tsjechische president, de minister-president, de voorzitters van de 1e en de 2e kamer, de burgemeester, de beheerder van de kroon en de Praagse aartsbisschop. De kroon wordt ongeveer eenmaal in de tien jaar tentoongesteld.
De regalia van Bohemen bestaan behalve uit de kroon ook uit een rijksappel, een scepter en een koningsmantel. De rijksappel is van 18 karaat goud en weegt 780 gram. De appel werd met 6 spinellen, 8 saffieren en 31 parels versierd.
De scepter is ook van 18 kt goud en weegt ca. 1.000 gram. Dit symbool van de macht is bezet met 4 saffieren, 5 spinellen en 62 parels. Scepter en rijksappel dateren uit de regering van Ferdinand I die in 1527 tot Koning van Bohemen werd gekroond. De indertijd gekozen stijl en de kleuren van de stenen passen bij de veel oudere kroon.